# اسپرینگویل (یوتا)
اسپرینگویل (به انگلیسی: Springville) شهری در ایالت یوتا کشور ایالات متحده آمریکا است که جمعیت آن در سرشماری سال ۲۰۱۰ میلادی، ۲۹٬۴۶۶ نفر بوده‌است.